# Monestir de Ravanica

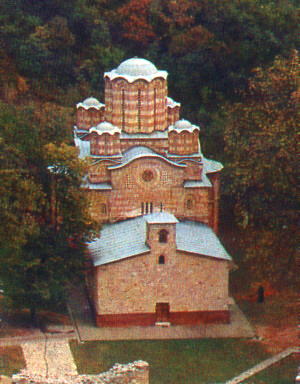
Església de l'Ascensió al Monestir de Ravanica

El monestir de Ravanica (en serbi: Манастир Раваница, Manastir Ravanica) és un monestir ortodox sèrbi situat a le muntanyes de Kučaj, prop de Ćuprija, a la Sèrbia central.

## Història
Construït entre 1375 i 1377, fou fundat príncep Lazar, on va ser enterrat després de la seva mort a la Batalla de Kosovo. Des d'aleshores, ha estat una important destinació de pelegrinatge i reunió per als serbis. El monestir fou assaltat pels otomans en diverses ocasions (1386, 1398 i 1436). Durant la guerra després del segon setge de Viena, alguns monjos del monestir van ser assassinats, i la restà fugí (1690) traslladant les relíquies de Lazar, davant l'ofensiva otomana. El darrer supervivent del monestir, el monjo Stefan, tornà el 1717 i amb l'ajut dels habitants locals va restaurar el monestir i va construir un nou nàrtex.
Durant el primer alçament sèrbi contra els otomans (1804-1813), el monestir tornà a patir una important destrucció. Fou de nou restaurat a meitats del segle xix. Durant la Segona Guerra Mundial, els nazis saquejaren el monestir, fets durant els quals torturaren i assassinaren l'Arximandrita Makarije el 24 de febrer de 1943.

## Arquitectura
L'església del monestir està dedicada a l'Ascensió de Jesús, i estava protegida per una forta muralla de set torres, de les quals només una part es conserva. És considerada el primer monument de l'Escola de Morava dins l'art medieval serbi. La seva planta té forma de trèvol, ampliada amb una cúpula de nou cares al centre, i quatre cúpules octogonals més petites. Destaca la bona il·luminació interior, gràcies a presència de finestres a distribuïdes per totes les façanes. L'església fou construïda alternant franges d'una sola línia de pedra i franges de tres línies de maons. Presneta una valuosa ornamentació de ceràmica, que fa ús de models geomètrics, motius florals, zoomorfs i antropomorfs.

## Art
Els frescs més rellevants pintats a Ravanica daten d'entre 1385 i 1387. Les composicions més destacables inclouen la Comunió dels Apòstols i l'Adoració de l'Anyell a l'altar, així com la representació del cicle festiu de l'església. La composició del Ktitor i un fresc de la mort de Lazar van ser pints més tard.